# Die Klassenfete
Die Klassenfete ist eine US-amerikanische Sexkomödie von 1983. Im Mittelpunkt des Films steht die Beziehung des Highschool-Absolventen Bobby Chrystal zu seiner Französischlehrerin Terry Green. Die Regie führte George Bowers.

## Handlung
Bobby Chrystal steht kurz vor dem Highschool-Abschluss. Sein schlechtes Abschneiden in einer Französisch-Prüfung verhindert allerdings das Bestehen. Er muss sich daher einer Nachprüfung unterziehen. Bobbys Vater – ein wohlhabender Anwalt – engagiert die Französischlehrerin Terry, die Bobby den Sommer über auf die Nachprüfung vorbereiten soll. Um ein möglichst intensives Lernen zu ermöglichen, wohnt Terry im Haus der Chrystals. Außerdem stellt ihr Bobbys Vater eine Bonuszahlung von 10.000 Dollar in Aussicht, sollte Bobby sein Examen so gut bestehen, dass er einen Studienplatz an der renommierten Yale University erhalten kann.
Schon bald nach Beginn des Französischunterrichts wird Bobbys geringes Interesse sowohl an Französisch als auch an einem Studium an der Yale-Universität deutlich. Sein eigentliches Ziel ist es, die UCLA zu besuchen und Astronomie zu studieren. Terry ist verständnisvoll, erinnert aber Bobby daran, dass er, wo auch immer er studieren möchte, zunächst seine Französischprüfung bestehen muss. Mit Terrys Hilfe gelingt es Bobby mit der Zeit, sein Französisch zu verbessern.
Abends nach der Französisch-Nachhilfe zieht Bobby regelmäßig mit Freunden los, um Mädchen aufzureißen. Die Versuche scheitern allerdings regelmäßig. Terry nutzt nachts, wenn sie glaubt, dass alle im Haus schlafen, heimlich den Pool der Familie Chrystal. Einmal wird sie dabei zufällig von Bobby gesehen, der nun beginnt, Terry regelmäßig beim Baden zu beobachten. Nachdem ein Abend mit Freunden wieder keinen Erfolg bei den Mädchen erbracht hat, folgt Bobby Terry vom Pool in ihr Zimmer. Terry ermahnt Bobby, ihr nicht nachzuspionieren. Es wird deutlich, dass zwischen beiden eine große gegenseitige Anziehung besteht. Nach der Rückkehr von einem weiteren, bezüglich Mädchen erfolglosen Abend mit seinen Freunden trifft Bobby auf seine verärgerte Französischlehrerin. Terry hat zuvor entdeckt, dass ihr Freund sie mit einer anderen Frau betrügt. Später geht Terry wieder zum Schwimmbecken. Dort wartet Bobby schon auf sie. Er zieht sie in den Pool und beide beginnen eine Liebesaffäre.
Gegen Ende des Sommers steht Bobbys Französischprüfung an. Trotz Terrys Versuchen, ihre Beziehung zwanglos zu halten, hat Bobby ernsthafte Gefühle für sie entwickelt. Er wehrt sich dagegen, dass sie die Beziehung beenden möchte, sobald er sein Examen ablegt hat. Nachdem Bobby die Prüfung mit einem sehr guten Ergebnis von 91 % bestanden hat, berichtet Mr. Chrystal Bobby von seinem Versprechen, Terry im Erfolgsfall einen 10.000-Dollar-Bonus zu bezahlen. Bobby schließt daraus, dass Terrys Zuneigung zu ihm nicht von Liebe, sondern von Geldgier getrieben war. Bobby reagiert, indem er seinem Vater wütend sagt, dass er nicht nach Yale gehen, sondern an der UCLA Astronomie studieren werde. Er stürmt hinaus, um Terry zu finden. Er konfrontiert sie mit seinem Wissen um den 10.000-Dollar-Bonus, nennt sie eine Hure und flieht.
Später sucht Bobby seinen alten Schwarm Bonnie auf. Es gelingt ihm, Bonnie mit seinem neu gewonnenen Selbstvertrauen gegenüber Frauen zu überreden, mit ihm auszugehen. Terry bereitet sich inzwischen darauf vor, das Haus der Chrystals zu verlassen. Bevor sie abfährt, kommt Bobby auf sie zu, um sich zu verabschieden. Er entschuldigt sich für seine voreiligen Anschuldigungen, um ihr dann zu sagen, dass er sie nie vergessen werde. Terry sagt ihm sachlich, dass sie ihn ebenfalls nie vergessen werde. Die beiden teilen sich einen letzten Kuss und Terry fährt ab. In der nachfolgenden Schlussszene springt Bobby in die Luft und freut sich auf seine Zukunft.

## Kritik
Der Filmdienst schrieb: „Von wenigen ironischen Spitzen abgesehen, bietet die romantisch verbrämte Komödie die üblichen Klischeebilder um pubertierende Jugendliche und sexistische Männerphantasien“.